# Electronica

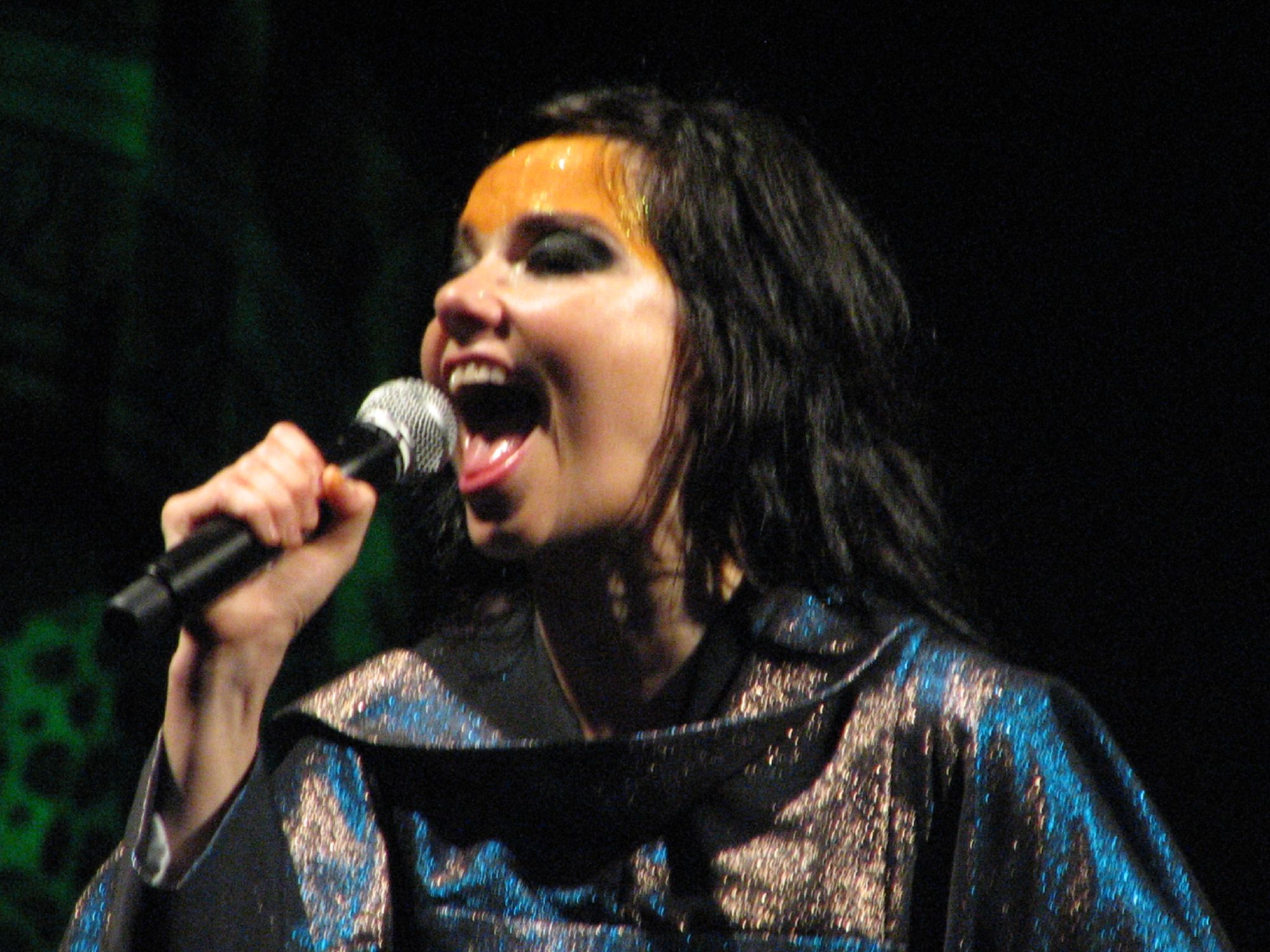
Björk

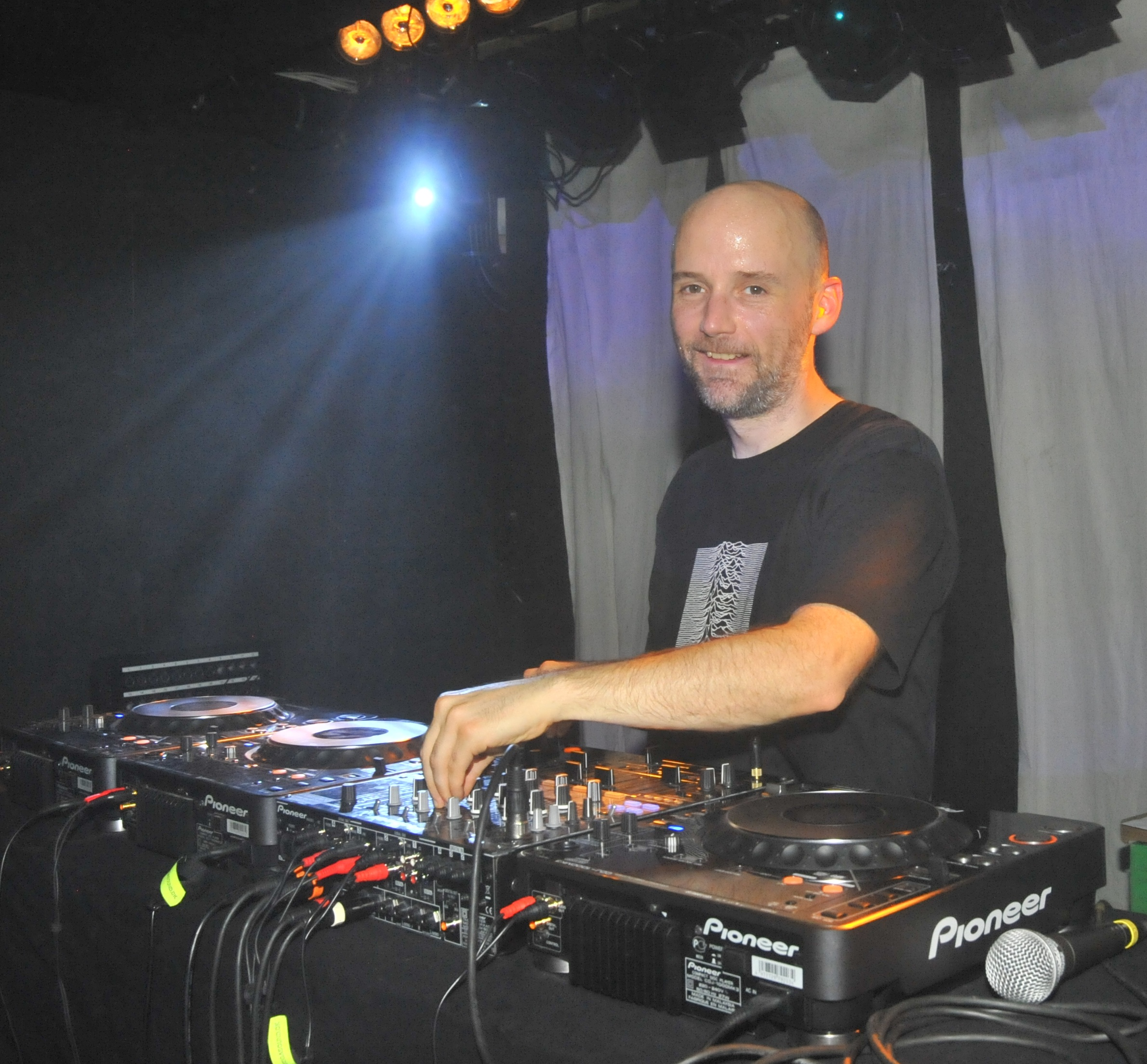
Moby

Electronica är ett ganska mångtydigt genrebegrepp som försöker definiera en avgränsad del av elektronisk musik. Vissa menar att termen skulle avse modern elektronisk musik som oftast inte spelas på dansgolven, utan snarare på hemmastereon, medan andra gärna inkluderar dansorienterad musik. Termens ursprung är ganska dunkel, men det verkar som att det myntats av musiktidningen Melody Maker i mitten av 1990-talet för att beskriva musiken som spelades av det elektroniska rockbandet Republica.[källa behövs] Termen spreds och började användas för att beskriva den nya sortens elektronisk musik som började bli populär i USA vid den här tiden. Innan termen "electronica" dök upp användes olika kategoriseringar, bland annat electronic listening music, braindance och intelligent dance music.
I mitten av 1990-talet började electronica användas som begrepp av bland andra MTV, skivbolag och musikpress för att kategorisera elektronisk dansmusik i mainstreamfåran, artister som Chemical Brothers (som tidigare kategoriserats som big beat) och The Prodigy, även om det vid den här tiden inte var en speciellt precis term. Numera används electronica för att beskriva en mängd musikgrupper och stilar som har en uttalad elektronisk produktion i botten. Artister som Four Tet, Boards of Canada och Autechre samt The Knife, Sophie Rimheden och Björk Guðmundsdóttir skulle kunna sorteras in under electronica-kategorin.